# روبرت بارون
روبرت بارون (بالإنجليزية: Robert V. Barron) مواليد 26 ديسمبر 1932 في تشارلستون، الولايات المتحدة - الوفاة 1 ديسمبر 2000 في ساليناس، الولايات المتحدة، هو ممثل ومخرج ومنتج وكاتب سيناريو أمريكي بدأ مسيرته الفنية سنة 1954. امتدت مسيرته الفنية لأكثر من 41 عاما.

## أعماله
- الحب (النمط الأمريكي)
- بونانزا (مسلسل)
- مانيكس
- نايت كورت
- ذا دوكس اوف هازرد

## روابط خارجية
- روبرت بارون على موقع IMDb (الإنجليزية)
- روبرت بارون على موقع أول موفي (الإنجليزية)
- روبرت بارون على موقع ديسكوغز (الإنجليزية)
- روبرت بارون على موقع قاعدة بيانات الفيلم (الإنجليزية)
- روبرت بارون على موقع ANN person (الإنجليزية)